# Adolf Lindfors
Adolf Valentin „Adi” Lindfors (ur. 8 lutego 1879 w Porvoo, zm. 6 maja 1959) – fiński zapaśnik. Dwukrotny olimpijczyk. Złoty medalista z Antwerpii 1920 i zajął siódme miejsce w Sztokholmie 1912. Walczył w wadze ciężkiej.
Wicemistrz świata w 1911 roku. Mistrz kraju w 1905, 1906, 1910 i 1913; drugi w 1908, 1909 i 1915; trzeci w 1912 roku.

## Letnie Igrzyska Olimpijskie 1912
| Konkurencja              | Rundy eliminacyjne     | Rundy eliminacyjne   | Rundy eliminacyjne | Rundy eliminacyjne  | Klas. końcowa |
| Konkurencja              | Przeciwnik I           | Przeciwnik II        | Przeciwnik III     | Przeciwnik IV       | Miejsce       |
| ------------------------ | ---------------------- | -------------------- | ------------------ | ------------------- | ------------- |
| +82,5 kg styl klasyczny. | Alrik Sandberg (SWE) Z | Søren Jensen (DEN) P | Wolny los Z        | Jakob Neser (GER) P | 7.            |

## Letnie Igrzyska Olimpijskie 1920
| Konkurencja             | Rundy eliminacyjne     | Rundy eliminacyjne     | Rundy eliminacyjne  | Finały              | Finały                 | Klas. końcowa |
| Konkurencja             | 1/16                   | 1/8                    | 1/4                 | 1/2                 | Finał                  | Miejsce       |
| ----------------------- | ---------------------- | ---------------------- | ------------------- | ------------------- | ---------------------- | ------------- |
| +82,5 kg styl klasyczny | André Gasiglia (FRA) Z | Edward Willkie (USA) Z | Edmond Dame (FRA) Z | Poul Hansen (DEN) Z | Anders Ahlgren (SWE) Z | 1.            |